# Johan Ulrik von Bilang
Johan Ulrik von Bilang, född 5 januari 1792, död 1850, var en musikalisk instrumentmakare.
Han var son till Jacob Johan von Bilang och Johanna Gustava Stenholm samt bror till Johanna Emerentia von Bilang. Under ett handgemäng slog han ihjäl traktören Jonas Sjölander och blev därför dömd till döden, men genom Kunglig Majestäts utslag av 29 november 1825 blev han benådad till livet. Dock skulle han mista sitt adelskapet och undergå 28 dygn på vatten och bröd samt hållas i livstidsfängelse. Han var sannolikt den siste av ätten von Bilang på svärdssidan.
Bilang var verksam som klavertillverkare 1818-1825 i Stockholm och 1830-1850 i Göteborg.